# Ligne de tramway 5 (SNCV Groupe de Mons-Borinage)
La ligne 5 est une ancienne ligne de tramway du Groupe de Mons-Borinage de la Société nationale des chemins de fer vicinaux (SNCV) qui a fonctionné entre le 6 avril 1905 et le 26 mai 1963.

## Histoire
La ligne est mise en service le 6 avril 1905 en traction électrique comme service de navette entre la place Saint-Pierre (de Lambrechies) à Pâturages et la rue de Maubeuge à Wasmes faisant la jonction entre les lignes 407/1 et 407/2 (nouvelle section, capital 127),. L'exploitation est assurée comme pour les autres lignes électrique du capital 127 dit des lignes du Borinage par la SNCV.
En 1920, elle est prolongée d'un côté de la rue de Maubeuge à la gare de Saint-Ghislain en remplacement de la ligne 407/2 et de l'autre de la place Saint-Pierre (de Lambrechies) à la gare de Quaregnon en remplacement de la ligne 407/1.
Le 14 août 1930, la ligne se voit attribuer l'indice S dans le sens Saint-Ghislain - Quaregnon et W dans le sens inverse.
En 1936, les indices S et W sont remplacés par le numéro 4.

## Exploitation

### Horaires
Tableaux :
- 408 en 1931[5].
- 840 en 1958[6].